# Leukothea (planetka)
(35) Leukothea je planetka nacházející se v hlavním pásu asteroidů. Její průměr činí asi 103 km. Byla objevena 19. dubna 1855 německým astronomem Karlem Theodorem Robertem Lutherem.